# 沢田亜矢子
沢田 亜矢子（さわだ あやこ、本名：澤田 元美〈さわだ もとみ〉、1949年〈昭和24年〉1月1日 - ）は、日本の女優、歌手、タレント。所属芸能事務所はオフィスのいり。北海道北見市生まれ。北海道北見北斗高等学校卒業、国立音楽大学声楽科中退（一年で中退）。
娘はシンガーソングライターの澤田かおりで、娘のライブのゲストとして親子共演している。

## 人物・来歴
東京都の高輪プリンスホテル内『ナイトスポット』でピアノの弾き語りのアルバイトをしていたところをスカウトされ、1973年、岡田嘉子が作詞を手掛けたシングルレコード 『アザミの花』で歌手デビューした。同年この曲を含むアルバム（LP）『アザミの花/特別なともだち〜沢田亜矢子ファーストアルバム』発売（詳細はディスコグラフィを参照）。
1979年、『ルックルックこんにちは』の司会を担当。
1984年以降は専ら女優として活動し、『結婚の資格』、『芸能社会』、『我慢できない!』 などのテレビドラマや、映画『せんせい』などに出演した。特に『火曜サスペンス劇場』は常連であった。
2007年2月、それまで未経験であった、歌手としてのコンサートを初開催。同年12月、58歳にして、初めてのヌード写真集を発売した。

## 私生活
1985年（昭和60年）に週刊誌にスキャンダル写真が掲載。同年4月から渡米し4か月間活動停止した。渡米期間中の8月にシングルマザーとして長女（シンガーソングライターの澤田かおり）を出産し、その事実は出産から3年後の1989年（平成元年）6月の芸能ニュースで明らかになり、その事実を認めた。なお、当初は妹夫婦の子とされていた。娘の父親に関しては、その後も非公表である。
1995年（平成7年）、自身の担当マネージャーであった松野行秀と結婚したが、1997年（平成9年）からは以後4年に及ぶ泥沼離婚劇を繰り広げ、松野によるドメスティックバイオレンス（DV）も報じられた。2001年（平成13年）3月、協議離婚が成立。

## 出演

### テレビドラマ
- じゃがいも（1973年、NET） - 野々宮春子 役
- 高校教師（1974年、12CH） - 悦子 役
- 日本沈没（1974年 - 1975年、TBS） - はる子 役
- 大岡越前 第4部（1974年 - 1975年、TBS・C.A.L） - お千代 役
- 水戸黄門（TBS・C.A.L）
  - 第6部 第14話「弥七二人旅 -津山 -」（1975年6月30日） - お咲 役
  - 第7部 第23話「地獄で聞いた佐渡おけさ -佐渡-」（1976年10月25日） - ゆき 役
  - 第10部 第14話「鬼が盗んだ運上金 -草津-」（1979年11月12日） - お由美 役
- うっかり夫人・ちゃっかり夫人
- 江戸の鷹 御用部屋犯科帖 第21話「暗黒街の子連れ狼」（1978年、NET）
- チェックメイト78 第20話「警部とカメオ殺人事件」（1979年、ABC）
- 騎馬奉行（1980年、KTV）
- 玉ねぎむいたら…（1981年、TBS）
- 田中丸家御一同様（1982年2月5日 - 5月21日、NTV）
- おにいちゃん（1982年、TBS）
- 外科医 城戸修平（1983年、TBS）
- パパになりたかった犬（1984年1月9日 - 3月26日、NTV）
- ザ・サスペンス「見ていた女と見られた女」（1984年、TBS）
- 土曜ワイド劇場（テレビ朝日）

「眼の中の悪魔」(1984年8月11日)
「湯煙りの密室殺人」(1994年2月19日)
「作家 小日向鋭介の推理日記」シリーズ（1997年 - 1999年） - 小日向真知子
「ラーメン刑事「龍」の殺人推理」
「再捜査刑事・片岡悠介」（2010年3月13日） - 小池優子
「事件(17) 大富豪の夫を殺した女!」（2016年6月4日） - 茅原素子 役
- ビートたけしの学問ノススメ[1]（TBS）
- ママたちが戦争を始めた!（1985年、NTV） - 稲垣圭子 役
- パパ合格ママは失格（1986年、NTV） - 加納加代 役
- 大都会25時 第17話「さらば夏!ストリッパー風子の場合」（1987年、ANB）
- 金曜女のドラマスペシャル「北陸L特急殺しの双曲線」（1987年4月3日、CX / 大映テレビ）
- 木曜劇場 窓を開けますか?（1988年、CX） - しほ子 役
- ヨーシいくぞ!（1987年、TBS）
- こまらせないで!（1989年、CX）
- 妻ありてこそ（1989年5月25日、読売テレビ） - 大崎品子 役
- 花王愛の劇場（TBS、テレパック）

「鎌倉ペンション物語」（1989年）
「一緒に暮らしたい」（1990年）
「湘南ペンション通り」（1991年）
「温泉に行きたい」（1992年）
- 直木賞作家サスペンス「死の証人」（1989年、KTV / 東宝）
- 結婚の資格
- 芸能社会[1]（1990年、TBS） - 千種むつ子 役
- アトランタホテル物語（TX）
- 火曜サスペンス劇場（NTV）

「狙われた美人キャスター」（1983年3月1日） - 沢木美也子  役
「穴」（1986年）
「妻愛人同伴殺人ツアー」（1987年7月）
「L特急さざなみ7号で出会った女」（1988年、大映テレビ放送）
「密閉島」（1988年8月、日本映像）
「松本清張スペシャル・やさしい地方」（1988年11月、松竹・『霧』企画） - 萩山芳子 役
「通勤快速殺人事件」（1989年5月、日本映像）
「森村誠一の電話魔」（1990年3月、日本映像）
「森村誠一の結婚株式会社」（1990年11月6日放送、日本映像）
「森村誠一の怒りの樹精」（1992年1月、日本映像）
「森村誠一の音」（1992年5月、日本映像）
「森村誠一の共犯の瞳」（1992年12月、日本映像）
「素顔を取り戻した女」（1993年9月、東映）
「身辺警護」（2001年12月） - 木島美那子 役
「女弁護士高林鮎子32・山形新幹線つばさ106号の乗客」（2003年7月1日放送、東映）
- ドラマ女の手記「住宅街の恐怖」（1986年、TX）
- 不思議サスペンス「ちりじごく」（1992年、KTV・松竹）
- はぐれ医者・お命預かります!（1993年・1995年、テレビ朝日） - おさき 役
- 小児外科病棟・あしたまたね！（1993年、TBS）
- ドラマ新銀河（NHK総合）
  - 企業病棟（1994年） - 横見芙美子 役
- はぐれ刑事純情派VII 第2話「人が殺される!?霊感を利用された女」（1994年、テレビ朝日）
- ドラマ30
  - 命いずこへ（1994年、毎日放送） - 典子 役
- 我慢できない!（1995年1月9日 - 2月27日、KTV制作・CX系放映） - 大庭トメ子 役
- 影武者 織田信長（1996年、テレビ朝日・東映） - 寧々役
- ひまわり（1996年、NHK総合「連続テレビ小説」） - 犬飼サチ 役
- 事件・市民の判決
- 南町奉行捕物帖 怒れ!求馬（1997年 - 1998年、TBS） - お松 役
- はるちゃん4（2000年4月 - 6月放送、東海テレビ製作・CX系放映） - 三崎清子 役
- 金曜エンタテイメント(フジテレビ)
  - 「ダブルカップル探偵」（1999年6月25日） - 立花静枝 役
  - 「赤い霊柩車16・疑惑の嫉妬殺人」（2002年、CX）
- ママの遺伝子（2002年10月11日 - 12月13日、TBS系） - 藤木達子 役
- 着信アリ（2005年、テレビ朝日） - 真田律子
- 浅草ふくまる旅館（2007年） - 溝口志乃
- 風の果て（2007年） - 桑山加音
- 嵐がくれたもの （2009年8月 - 、CX系/東海テレビ製作） - 宇田川加代 役
- 月曜ミステリー劇場（TBS）

「万引きGメン二階堂雪10・ねたみ」（2003年5月26日放送、TBS系・ネクストプロデュース） - 真木あすか 役
- 水曜ミステリー9（テレビ東京）

「家政婦春子　他人の不幸は蜜の味−嫁姑　殺意の接点－」（2005年10月5日） - 平山信子 役
「山村美紗サスペンス・不倫調査員・片山由美(10) 京都化野・梅若絵巻殺人事件」(2008年、TX） - 伊藤加奈子 役
「刑事・ガサ姫〜特命・家宅捜索班〜」(2012年、TX） - 城木雪枝 役
「特命おばさん検事! 花村絢乃の事件ファイル」(2012年、TX） - 中村倫子 役
「ドクターハート 薮田公介の事件カルテ」(2014年、TX） - 森山民子 役
「警視庁特命刑事☆二人」 - 朝香恵子
- 月曜ゴールデン（TBS）

「十津川警部シリーズ41 寝台特急殺人事件」（2009年、TBS）
「離婚妻探偵」（2006年11月27日、TBS） - 高柳百合 役
「離婚妻探偵2」（2009年6月15日、TBS） - 高柳百合 役
- 金曜プレステージ（フジテレビ）
  - 「妻たちからの三行半〜夫たちの(秘)離婚回避マニュアル〜」（2008年2月1日） - 工藤加奈子 役
  - 「浅見光彦シリーズ43 還らざる道」（2012年1月27日） - 池上郷子 役
  - 「小京都連続殺人事件×外科医 鳩村周五郎」（2013年10月18日） - 寺沢貞子 役
- 大岡越前2 第7話（2014年11月14日、NHK BSプレミアム / C.A.L） - おせい 役
- 記憶捜査〜新宿東署事件ファイル〜 第3シリーズ（2022年） - 沢昭子 役

### 情報・バラエティ番組
- ルックルックこんにちは（1979年4月 - 1984年9月、NTV）
- TV・eye（1980年10月3日 - 1982年3月26日、NTV）
- 愛のエプロン（EX）
- 象印クイズヒントでピント（1980年4月6日（第54回） - 1982年11月21日（第182回）、ANB[9]）
- 笑っていいとも（1996年4月 - 9月※火曜日担当、CX）
- 火曜エンタテイメント! 「なんでも実況ショー」（TX）
- 世界まるごとHOWマッチ（毎日放送）番組初のホールインワン賞を記録（1983年5月5日放送）

他多数

### ラジオ
- 沢田亜矢子のナイト・イン・ポートサイド（ラジオ関東）
- 沢田亜矢子の生きがいラジオ（2023年4月6日 - 2025年3月27日、ラジオ日本）
- 沢田亜矢子と松岡愛美のリミックスラジオ（2025年4月3日 - 2025年6月26日、ラジオ日本）

### CM
- ロート製薬「V・ロートクール」（1974年）
- 雪印　冷凍食品（1983年）
- UCC「コーヒーチェリー」（1984年）
- キンキホーム（1991年）

### 映画
- スプーン一杯の幸せ（1975年）
- 童謡物語（1988年）
- せんせい（1989年）
- 二宮金次郎物語 愛と情熱のかぎり（1998年）
- スワングソング（2002年）
- ひだるか（2005年）
- しあわせカモン（2013年）
- アンジーのBARで逢いましょう（2025年）[10]
- 男神（2025年公開予定）[11]

### 舞台
- ラ・マンチャの男（1983年） - アントニア 役
- そして誰もいなくなった
- 大草原の小さな家
- 三婆（さんばば）
- ステッピング・アウト
- 白雪姫
- 京の螢火（2017年11月3日 - 11月26日、明治座） - お定役[12]

### テレビアニメ
- 孫悟空シルクロードをとぶ!!（1982年、フジテレビ） - 三蔵法師 役

### 吹き替え
- 危険な情事（グレン・クローズ）

## 音楽

### シングル
| #                | 発売日         | A/B面           | タイトル           | 作詞                    | 作曲           | 編曲       | 規格品番 |
| RCA              | RCA            | RCA             | RCA                | RCA                     | RCA            | RCA        | RCA      |
| ---------------- | -------------- | --------------- | ------------------ | ----------------------- | -------------- | ---------- | -------- |
| 1                | 1973年 6月     | A面             | アザミの花         | 岡田嘉子                | 郷伍郎         | 馬飼野康二 | JRT-1290 |
| 1                | 1973年 6月     | B面             | わたしのしあわせ   | 岡田嘉子                | 郷伍郎         | 馬飼野康二 | JRT-1290 |
| 2                | 1973年 10月    | A面             | 特別な友だち       | 安井かずみ              | 馬飼野康二     | 馬飼野康二 | JRT-1307 |
| 2                | 1973年 10月    | B面             | ガラス窓           | 安井かずみ              | 馬飼野康二     | 馬飼野康二 | JRT-1307 |
| ユニオンレコード |                |                 |                    |                         |                |            |          |
| 3                | 1977年 5月     | A面             | 径程               | 杉山政美                | 山本寛太郎     | 服部克久   | UC-41    |
| 3                | 1977年 5月     | B面             | 愛の残像           | 山本寛太郎              | 山本寛太郎     | 服部克久   | UC-41    |
| キングレコード   |                |                 |                    |                         |                |            |          |
| 4                | 1977年 10月    | A面             | さあ歩きはじめよう | 東京ムービー企画部      | 渡辺岳夫       | 松山祐士   | TV(H)-36 |
| 4                | 1977年 10月    | B面             | はらぺこマーチ     | 東京ムービー企画部      | 渡辺岳夫       | 松山祐士   | TV(H)-36 |
| PANAM            |                |                 |                    |                         |                |            |          |
| 5                | 1980年 10月    | A面             | 想い出によりそえば | 喜多条忠                | 坂田晃一       | 坂田晃一   | NCW-102  |
| 5                | 1980年 10月    | B面             | さよならの行方     | 喜多条忠                | 坂田晃一       | 小六禮次郎 | NCW-102  |
| 6                | 1980年 12月    | A面             | 想い出ワルツ       | 三浦徳子                | 山梨鐐平       | 渡辺博也   | NCW-103  |
| 6                | 1980年 12月    | B面             | ロンサム・タウン   | 三浦徳子                | 山梨鐐平       | 渡辺博也   | NCW-103  |
| 7                | 1981年 10月    | A面             | ダンスに夢中       | ちあき哲也              | 鈴木キサブロー | 水谷公生   | NCW-105  |
| 7                | 1981年 10月    | B面             | エア・ポケット     | 中里綴                  | 神山純一       | 神山純一   | NCW-105  |
| 8                | 1982年 3月     | A面             | 花粉症             | ちあき哲也              | 小笠原寛       | 水谷公生   | NCW-106  |
| 8                | 1982年 3月     | B面             | 都会のやさしさ     | 中里綴                  | 神山純一       | 神山純一   | NCW-106  |
| 9                | 1983年 5月     | A面             | ためらいの午后     | 大津あきら              | 山梨鐐平       | 青木望     | NCW-107  |
| 9                | 1983年 5月     | B面             | 愛に撃たれた女たち | 大津あきら              | 西脇睦宏       | 青木望     | NCW-107  |
| JMG SOUND        |                |                 |                    |                         |                |            |          |
| 10               | 2024年 2月21日 | 夕顔 / 小さい花 | 夕顔 / 小さい花    | 丸山圭子                | 合田道人       | サトウレイ | JMG-17   |
| 10               | 2024年 2月21日 | 夕顔 / 小さい花 | 夕顔 / 小さい花    | 沢田亜矢子,そうまはやと | 合田道人       | 鳴海周平   | JMG-17   |

その他のシングル
- 愛がすこし（1983年／クオレ化粧品販促非売品シングル）
  - 作詞：田中安夫／作曲：井上大輔

- TOKYO物語 / 愛ふたたび（1991年12月4日／BMGビクター、BVDL-18） ※角川博とのデュエット。
  - 両楽曲共に、作詞：荒木とよひさ／作曲：堀井勝美／編曲：竜崎孝路

- Animal Blood / LOVE IS HERE（2000年6月21日／徳間ジャパン、GRDO-25） ※女盛りゲザデレタ名義。
  - 両楽曲共に、作詞：白峰美津子／作曲：木根尚登／編曲：鷹羽仁

### アルバム

#### その他
- 働く女性のための心理音楽 聖音の響き／伊藤詳（1984年／キングレコード、K28A-520）
  - 一部の楽曲にヴォーカリーズで参加

### タイアップ曲
| 年     | 楽曲               | タイアップ                                       |
| ------ | ------------------ | ------------------------------------------------ |
| 1977年 | 径程               | 日本テレビ系テレビドラマ「さすらいの旅路」主題歌 |
| 1977年 | 愛の残像           | 日本テレビ系テレビドラマ「さすらいの旅路」挿入歌 |
| 1977年 | さあ歩きはじめよう | 日本テレビ系テレビアニメ「家なき子」主題歌       |
| 1977年 | はらぺこマーチ     | 日本テレビ系テレビアニメ「家なき子」挿入歌       |
| 1980年 | 想い出によりそえば | 日本テレビ系テレビドラマ「手ごろな女」主題歌     |
| 1980年 | さよならの行方     | 日本テレビ系テレビドラマ「手ごろな女」挿入歌     |
| 1983年 | ためらいの午后     | クオレ化粧品・イメージソング                     |

## 著書
- 『ただ今わたし適齢期』恒友出版、1983年3月1日。
- 『受胎のとき 女として、母として』ラインブックス, 1993

写真集
- 『NO KIDDING―沢田亜矢子写真集』双葉社 2007　リウ・ミセキ